# Mius
Il Mius (in russo Миус?, Mius, in ucraino Міус?, Mius) è un fiume che scorre in Ucraina e Russia per una lunghezza di 258 km e sfocia nel Mar d'Azov, poco a ovest di Taganrog nel golfo omonimo.
Durante la seconda guerra mondiale, le truppe della Wehrmacht crearono una serie di linee fortificate, note come Miusfront, che furono teatro di cruenti combattimenti durante la Battaglia di Rostov nel 1943.